# BrainGate
BrainGate es un sistema de implante cerebral construido originalmente por Cyberkinetics, actualmente en desarrollo y en pruebas clínicas, diseñado para ayudar a aquellos que han perdido el control de sus extremidades u otras funciones corporales, como pacientes con esclerosis lateral amiotrófica (ELA) o lesión de la médula espinal. La tecnología BrainGate y el resto de bienes relacionados con Cyberkinetics son actualmente propiedad de la compañía privada BrainGate Co. El sensor, implantado dentro del cerebro, supervisa la actividad cerebral del paciente y convierte la intención del usuario en comandos para la computadora.

## Tecnología

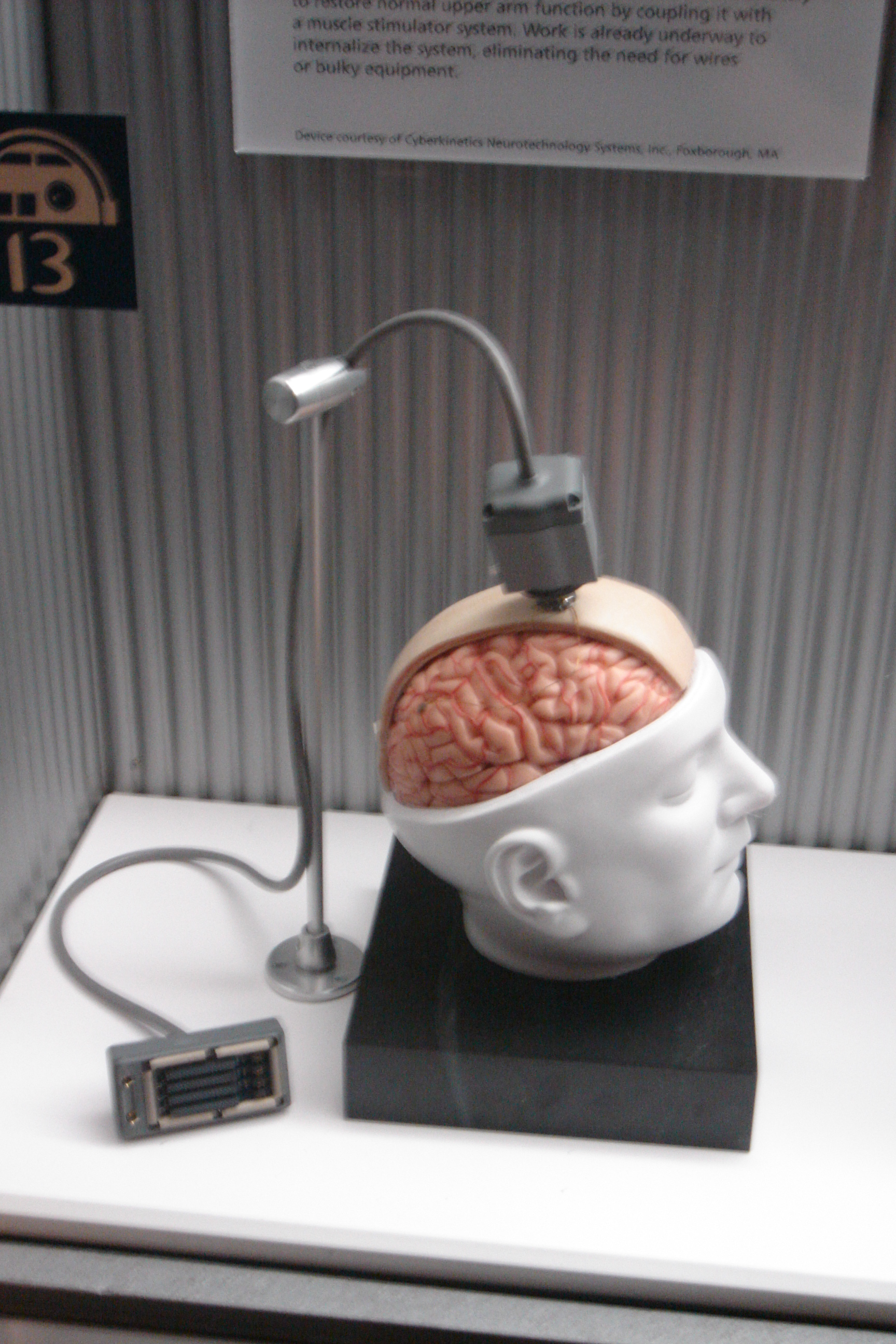
Ilustrado del diseño de la interfaz de BrainGate

En su actual forma, BrainGate consiste en un sensor implantado en el cerebro y un dispositivo decodificador externo, el cual se conecta a un tipo de prótesis u otros objetos externos. El sensor usa 100 electrodos delgados como un cabello que sienten la firma electromagnética de las neuronas disparando en áreas específicas del cerebro, por ejemplo, el área que controla el movimiento del brazo. El sensor convierte esa actividad en señales cargadas eléctricamente, las cuales son enviadas a un dispositivo externo y decodificado en un software. El decodificador se conecta al dispositivo externo y puede usar las señales del cerebro para controlar dicho dispositivo, como un brazo robótico, un cursor de computadora, o hasta una silla de ruedas. En esencia, BrainGate le permite a una persona manipular objetos en el mundo usando solo la mente.
Además del análisis en tiempo real de los patrones neuronales para retransmitir movimiento, El arreglo BrainGate es también capaz de grabar datos eléctricos para futuros análisis. Un uso potencial de esta característica sería para un  neurólogo para estudiar patrones de ataque en un paciente con epilepsia.
Originalmente BrainGate fue desarrollado por investigadores en el Departamento de Neurociencia en la Universidad Brown en conjunto con la compañía bio-tech Cyberkinetics, Inc..  Más adelante Cyberkinetics escindió la fabricación de dispositivos a Microsistemas Blackrock, que ahora fabrica los sensores y el hardware de adquisición de datos. La compañía BrainGate compró la propiedad intelectual y toda tecnología relacionada de Cyberkinetics y continúa siendo dueño de la propiedad intelectual.

## Investigación y Resultados Experimentales
La prueba clínica inicial de BrainGate, dirigido por los investigadores en el Hospital General de Massachusetts, la Universidad Brown, y el departamento de Veteranos, corrió de 2004 a 2006 y estudió 4 pacientes con Tetraplejía. Los resultados, publicados en un artículo en el diario Nature en 2006, mostraron que una humano con tetraplejía era capaz de controlar el cursor en una pantalla de computadora con tan solo pensarlo, permitiéndole abrir correos electrónicos, y manejar dispositivos como la televisión. One participant, Matt Nagle, tenía una lesión en la médula espinal, mientras otro tenía una ELA muy avanzada.
En julio de 2009, se inició una segunda prueba clínica (apodada "BrainGate2") por los investigadores del Hospital General de Massachusetts, la Universidad Brown, y del Centro Médico VA Providencia. En noviembre de 2011, investigadores de la Universidad de Stanford Neural Prosthetics Translational Laboratory se unió a la prueba como segundo sitio. Esta prueba aún está en proceso.
En mayo de 2012, los investigadores de BrainGate publicaron un estudio enNature demostrando que 2 personas, años antes de  paralizadas por accidentes cerebrovasculares, fueron capaces de controlar brazos robóticos para alcanzar y agarrar. Una participante, Cathy Hutchinson, fue capaz de usar el brazo para tomar café de una botella, esta fue la primera vez en 15 años que ella tomaba sin ayuda. Esto tomó lugar en una residencia especializada en Massachusetts donde la Sra. Hutchinson se encontraba. El estudio incluyó a investigadores de la Universidad de Brown, el Departamento de Veteranos, el Hospital General de Massachusetts, la Escuela médica de Harvard, y la industria aeroespacial Alemana.

## Pruebas Clínicas actuales
Desde 2009, las pruebas clínicas se están realizando bajo el nombre "Sistema de Interfaz Neural BrainGate2".
A partir del 14 de octubre de 2014, La Universidad de Stanford, el Hospital General de Massachusetts, la Universidad de Cleveland (Ohio) y el Centro Médico VA Providencia están reclutando participantes para las pruebas clínicas de BrainGate2.